# Румунија на Летњим олимпијским играма 1900.
Руминији је ово било прво учествовање на Олимпијским играма у Сент Луису са једним спортистом који је учествовао у стрељаштву. То је Георге Плађино који је први учесник олимпијских игара у историји румунског олиппијског спорта.

## Резултати по дисциплинама

### Стрељаштво

#### Мушкарци
| Стрелац        | Дисциплина | Финале   | Финале   | Детаљи |
| Стрелац        | Дисциплина | Резултат | Пласман  | Детаљи |
| -------------- | ---------- | -------- | -------- | ------ |
| Георге Плађино | трап       | 11       | 13-14/31 |        |